# Franz Fischler
Franz Fischler (ur. 23 września 1946 w Absamie) – austriacki polityk i działacz organizacji rolniczych, minister i parlamentarzysta, od 1995 do 2004 komisarz europejski.

## Życiorys
Absolwent wiedeńskiego uniwersytetu rolniczego – Universität für Bodenkultur Wien. Pracował jako asystent w instytucie naukowym Institut für landwirtschaftliche Regionalplanung (1973–1979), doktoryzując się w 1978. Od 1979 zawodowo związany z izbą rolniczą (Landwirtschaftskammer) w Tyrolu, w latach 1984–1989 kierował tą instytucją.
W 1990 i 1994 z ramienia Austriackiej Partii Ludowej wybierany na posła do Rady Narodowej XVIII i XIX kadencji. W 1989 objął stanowisko ministra rolnictwa i leśnictwa w rządzie federalnym, którym kierował Franz Vranitzky. Urząd ten sprawował do 1994. W 1995 dołączył do Komisji Europejskiej Jacques’a Santera jako komisarz ds. rolnictwa i rozwoju obszarów wiejskich. W kolejnej KE, której przewodnictwo objął Romano Prodi, odpowiadał dodatkowo za rybołówstwo (w 2004 wspólnie z Sandrą Kalniete).
Po odejściu z KE kierował związanym z ÖVP think tankiem Ökosozialen Forum Europa. W 2015 wybrany na prezydenta instytutu badawczego Institut für Höhere Studien w Wiedniu.
Odznaczony Wielką Złotą Odznaką Honorową na Wstędze za Zasługi dla Republiki Austrii (1992). W 2005 uhonorowany doktoratem honoris causa Szkoły Głównej Gospodarstwa Wiejskiego w Warszawie.